# Giải BAFTA lần thứ 22
Giải BAFTA lần thứ 22, được trao bởi Viện Hàn lâm Nghệ thuật Điện ảnh và Truyền hình Anh Quốc năm 1969 để tôn vinh những bộ phim xuất sắc nhất năm 1968.

## Chiến thắng và đề cử

Mike Nichols, Đạo diễn xuất sắc nhất

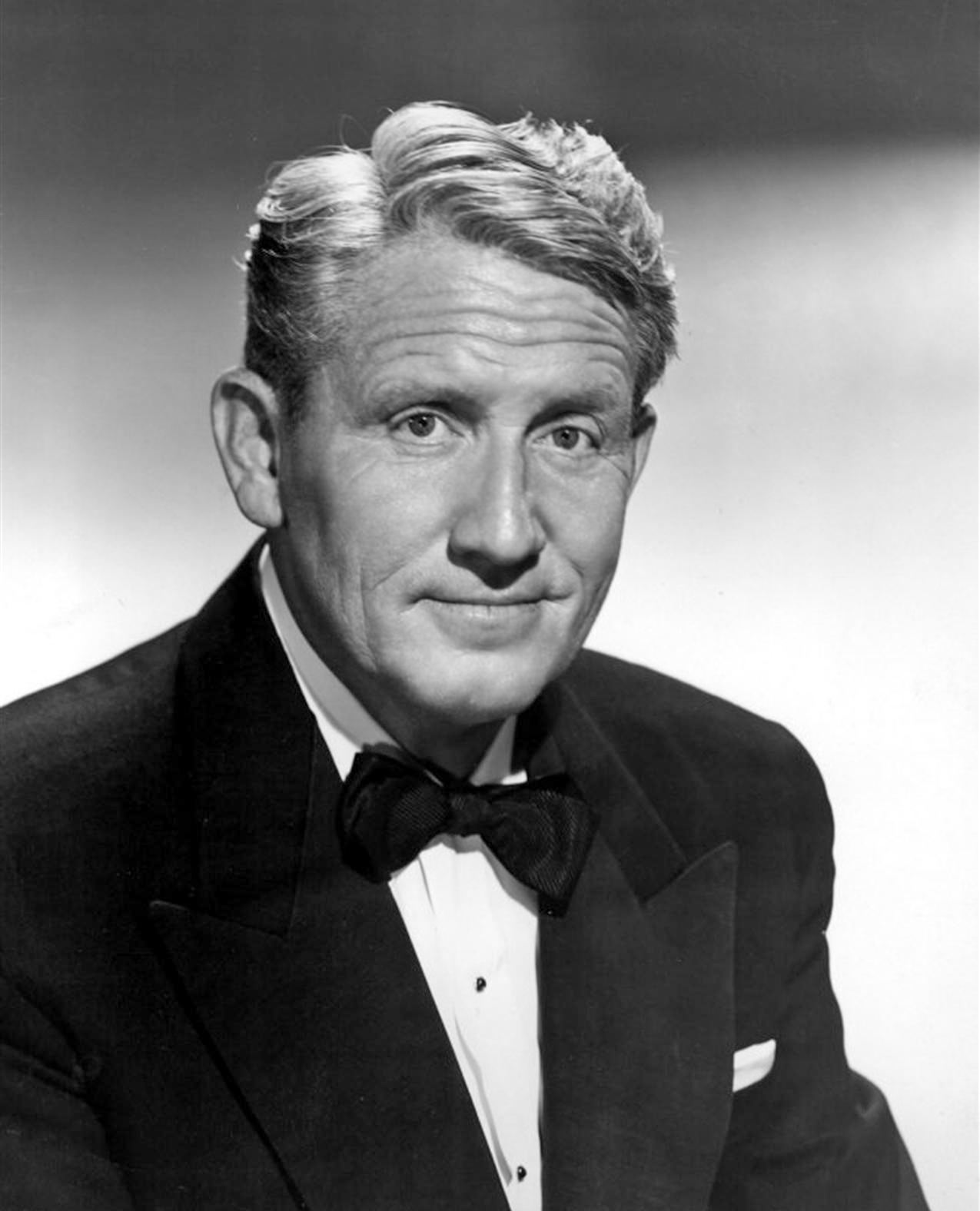
Spencer Tracy, Nam diễn viên xuất sắc nhất

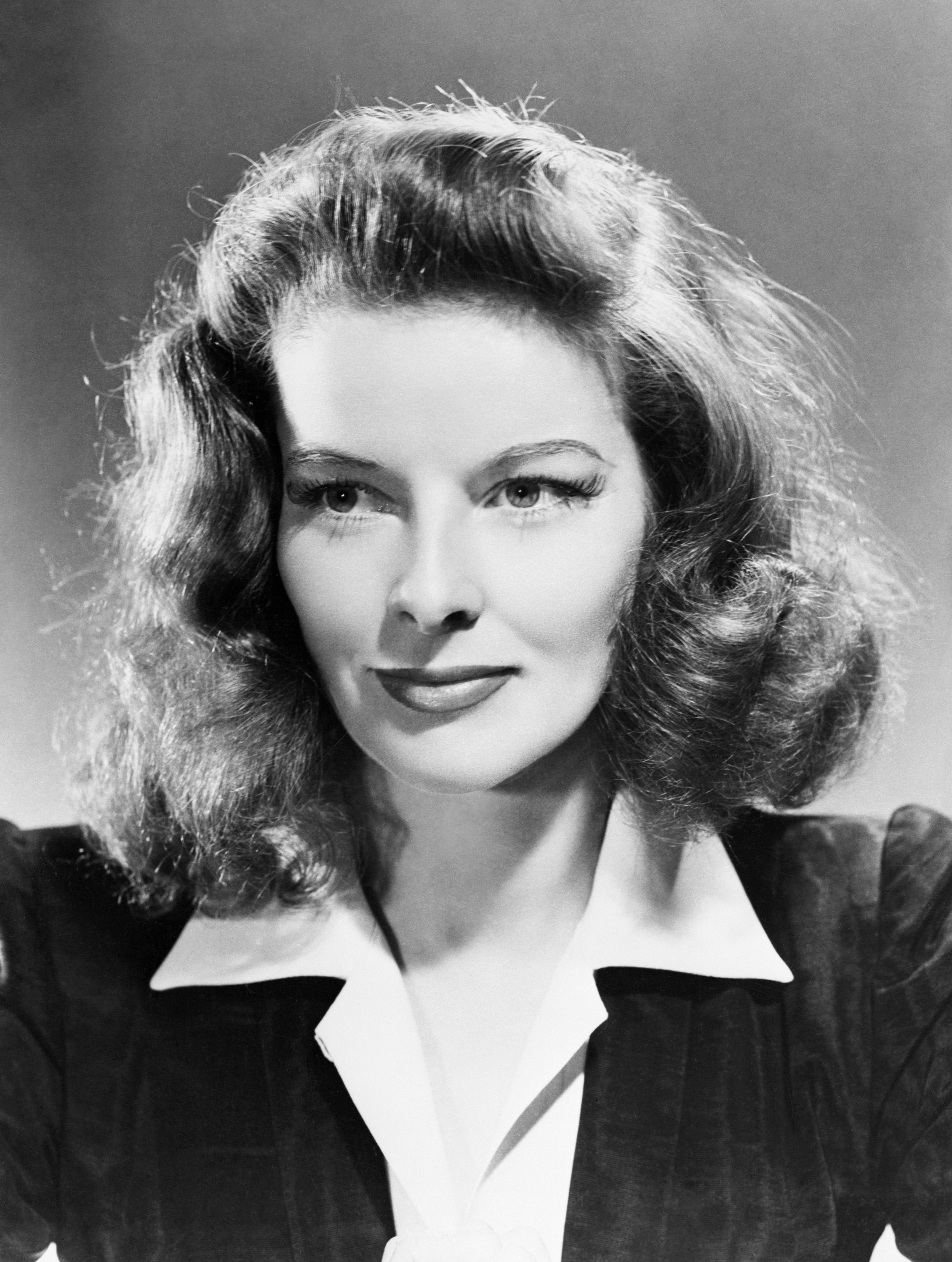
Katharine Hepburn, Nữ diễn viên xuất sắc nhất

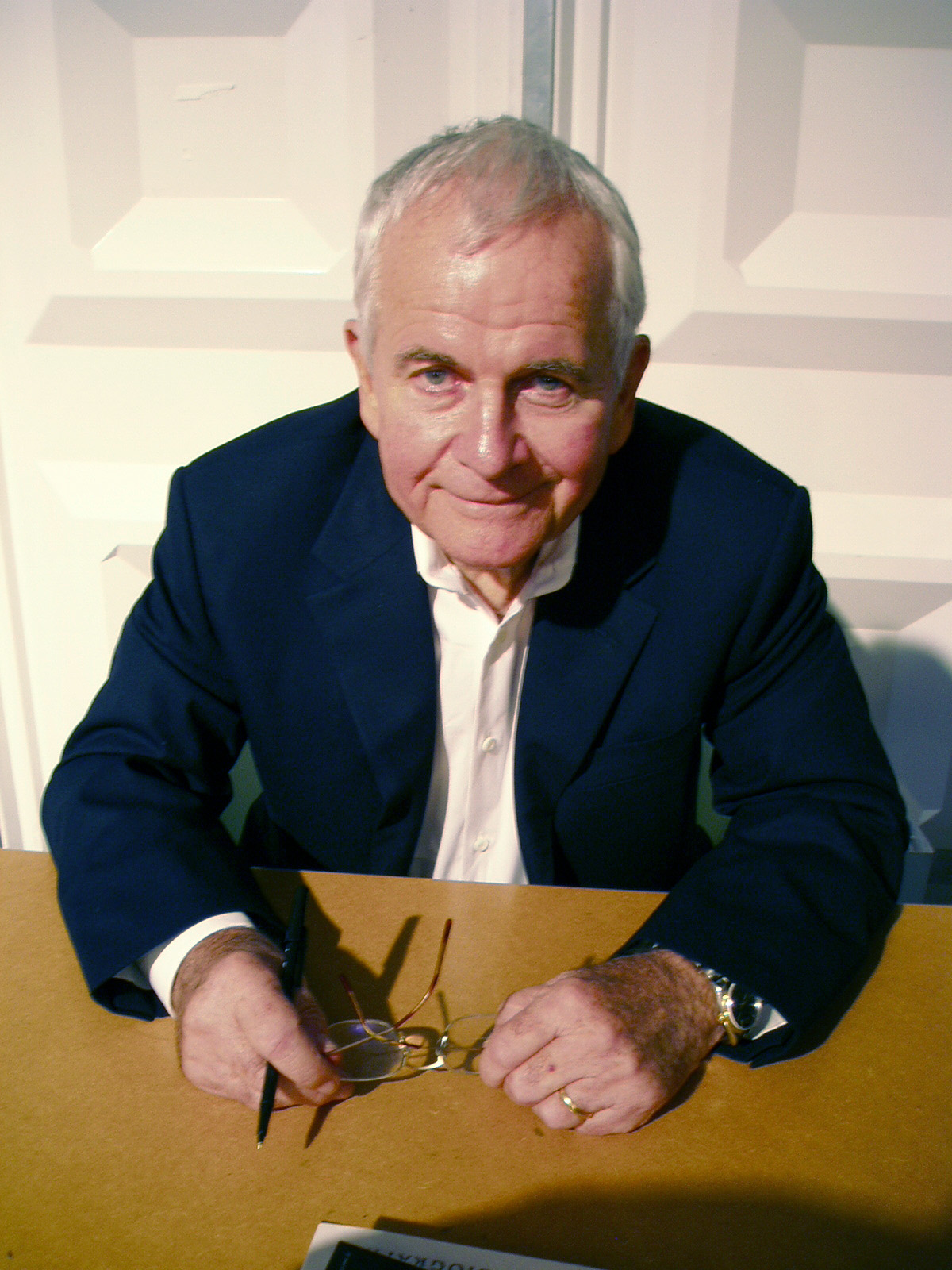
Ian Holm, Nam diễn viên phụ xuất sắc nhất

Dustin Hoffman, Diễn viên mới xuất sắc nhất

| Phim hay nhất The Graduate – Mike Nichols - A Space Odyssey – Stanley Kubrick - Những chuyến xe lửa được theo dõi chặt chẽ – Jiří Menzel - Oliver! – Carol Reed                                                                                               | Đạo diễn xuất sắc nhất Mike Nichols – The Graduate - Carol Reed – Oliver! - Franco Zeffirelli – Romeo and Juliet - Lindsay Anderson – if.... |
| Nam diễn viên chính xuất sắc nhất Spencer Tracy – Guess Who's Coming to Dinner vai Matt Drayton - Nicol Williamson – The Bofors Gun vai Gunner O'Rourke - Ron Moody – Oliver! vai Fagin - Trevor Howard – The Charge of the Light Brigade vai James Brudenell | Nữ diễn viên chính xuất sắc nhất Katharine Hepburn – Guess Who's Coming to Dinner vai Christina Drayton Katharine Hepburn – The Lion in Winter vai Eleanor - Anne Bancroft – The Graduate vai Bà Robinson - Catherine Deneuve – Belle de Jour vai Séverine Serizy - Joanne Woodward – Rachel, Rachel vai Rachel Cameron |
| Nam diễn viên phụ xuất sắc nhất Ian Holm – The Bofors Gun vai Gunner Flynn - Anthony Hopkins – The Lion in Winter vai Richard I - George Segal – No Way to Treat a Lady vai Morris Brummel - John McEnery – Romeo and Juliet vai Mercutio                     | Nữ diễn viên phụ xuất sắc nhất Billie Whitelaw – Charlie Bubbles vai Lottie Bubbles Billie Whitelaw – Twisted Nerve vai Joan Harper - Pat Heywood – Romeo and Juliet vai Nurse - Simone Signoret – Games vai Lisa - Virginia Maskell – Interlude vai Antonia                                                            |
| Kịch bản hay nhất The Graduate – Calder Willingham và Buck Henry - Guess Who's Coming to Dinner – William Rose - if.... – David Sherwin - The Lion in Winter – James Goldman                                                                                  | Quay phim xuất sắc nhất A Space Odyssey – Geoffrey Unsworth - The Charge of the Light Brigade – David Watkin - Elvira Madigan – Jörgen Persson - The Lion in Winter – Douglas Slocombe |
| Thiết kế phục trang xuất sắc nhất Romeo and Juliet – Danilo Donati - The Charge of the Light Brigade – David Walker - The Lion in Winter – Margaret Furse - Oliver! – Phyllis Dalton                                                                          | Dựng phim xuất sắc nhất The Graduate – Sam O'Steen - The Charge of the Light Brigade – Kevin Brownlow - Oliver! – Ralph Kemplen - Romeo and Juliet – Reginald Mills |
| Nhạc phim hay nhất The Lion in Winter – John Barry - The Charge of the Light Brigade – John Addison - Live for Life – Francis Lai - Romeo and Juliet – Nino Rota                                                                                              | Thiết kế sản xuất xuất sắc nhất A Space Odyssey – Anthony Masters, Harry Lange và Ernest Archer - The Charge of the Light Brigade – Ted Marshall - Oliver! – John Box - Romeo and Juliet – Lorenzo Mongiardino |
| Âm thanh xuất sắc nhất A Space Odyssey – Winston Ryder - The Charge of the Light Brigade – Simon Kaye - Những chuyến xe lửa được theo dõi chặt chẽ – Jiri Pavlik - The Lion in Winter – Chris Greenham và Simon Kaye - Oliver! – John Cox và Bob Jones        | Phim hoạt hình ngắn hay nhất Pas de deux – Norman McLaren - The Hand – Jiří Trnka - The House That Jack Built – Ron Tunis - The Question – John Halas |
| Phim tài liệu hay nhất In Need of Special Care – Jonathan Stedall - Inside North Vietnam – Felix Greene - Music! – Michael Tuchner - A Plague On Your Children – Adrian Malone                                                                                | Phim chuyên môn hay nhất The Threat in the Water – Richard Bigham - Carbon – Peter De Normanville - Genetics and Plant Breeding – David Morphet - The Kurer Anchor System – Eric Horrison |
| Diễn viên mới xuất sắc nhất Dustin Hoffman – The Graduate vai Benjamin Braddock - Jack Wild – Oliver! vai Artful Dodger - Katharine Ross – The Graduate vai Elaine Robinson - Pia Degermark – Elvira Madigan vai Elvira Madigan                               | Giải Liên Hợp Quốc Guess Who's Coming to Dinner – Stanley Kramer - A Space Odyssey – Stanley Kubrick - In Need of Special Care – Jonathan Stedall - The Lion in Winter – Anthony Harvey |

## Thống kê
| Số lượng | Phim                                       |
| -------- | ------------------------------------------ |
| 8        | The Lion in Winter                         |
| 8        | Oliver!                                    |
| 7        | The Charge of the Light Brigade            |
| 7        | The Graduate                               |
| 7        | Romeo and Juliet                           |
| 5        | A Space Odyssey                            |
| 4        | Guess Who's Coming to Dinner               |
| 2        | The Bofors Gun                             |
| 2        | Những chuyến xe lửa được theo dõi chặt chẽ |
| 2        | Elvira Madigan                             |
| 2        | if....                                     |
| 2        | In Need of Special Case                    |

| Số lượng | Phim                         |
| -------- | ---------------------------- |
| 5        | The Graduate                 |
| 3        | A Space Odyssey              |
| 3        | Guess Who's Coming to Dinner |
| 2        | The Lion in Winter           |